# آناستازیا کارپووا
آناستازیا کارپووا (به انگلیسی: Anastasia Karpova) (زاده ۲ نوامبر ۱۹۸۴) خواننده روس است.
او قبلاً عضو گروه سربرو بود.